# Otse Hill
Otse Hill est une montagne du Botswana, le point culminant du pays. Il se situe à une altitude de 1 491 mètres dans le district du Sud-Est près d'Otse.